# Omega 7
Omega 7 fue un grupo terrorista anticastrista de extrema derecha. Era integrado por un pequeño grupo de cubanos exiliados en la Florida y Nueva York, cuya meta era derrocar a Fidel Castro. Se la considera una organización hermana a Alpha 66, grupo que permanece activo.

## Historia
Según el FBI, muchos miembros del Omega 7 fueron entrenados para la invasión de Bahía de Cochinos, haciendo inteligencia y técnicas de comando. Posteriormente, fundaron el grupo contrarrevolucionario con el mismo objetivo con el que participaron en tal invasión: acabar con la Revolución Cubana.
Omega 7 funcionaba internacionalmente, pero la mayor parte de los ataques fueron perpetrados en Estados Unidos. Los ataques consistían en coches bomba, asesinatos y bombardeo de edificios cubanos y estadounidenses. El grupo se atribuyó numerosos actos terroristas, incluyendo asesinatos de líderes políticos comunistas cubanos y ataques contra blancos variados, como aviones de pasajeros cubanos, hoteles, embajadas y naves.
Una fractura interna en el grupo ayudó al FBI a encarcelar a sus figuras clave. Actualmente esta organización está desarticulada y extinta, ya que sus líderes se encuentran encarcelados en los Estados Unidos. Es considerado una organización terrorista tanto por el gobierno cubano como por el FBI.